# Unité urbaine de Mayenne
L'unité urbaine de Mayenne est une unité urbaine française centrée sur la commune de Mayenne, dans le département de la Mayenne.

## Données générales
En 2010, selon l'Insee, l'unité urbaine était composée de trois communes.
En 2020, à la suite d'un nouveau zonage, elle est composée de quatre communes, celle de Parigné-sur-Braye ayant été ajoutée au périmètre. 
En 2022, avec 15 853 habitants, elle représente la 3e unité urbaine du département de la Mayenne, après l'unité urbaine de Laval (1re rang départemental et préfecture du département) et celle de Château-Gontier-sur-Mayenne (2e rang départemental). Elle occupe le 25e rang dans la région Pays de la Loire.
En 2019, sa densité de population s'élève à 346 hab/km2. Par sa superficie, elle ne représente que 0,9 % du territoire départemental mais, par sa population, elle regroupe 5,15 % de la population du département de la Mayenne.

## Composition selon la délimitation de 2020
Elle est composée des quatre communes suivantes :
| Nom                    | Code Insee | Département | Statut       | Superficie (km2) | Population (dernière pop. légale) | Densité (hab./km2) | Modifier                                    |
| ---------------------- | ---------- | ----------- | ------------ | ---------------- | --------------------------------- | ------------------ | ------------------------------------------- |
| Mayenne (ville-centre) | 53147      | Mayenne     | ville-centre | 19,88            | 12 854 (2022)                     | 647                | modifier les données · modifier les données |
| Moulay                 | 53162      | Mayenne     | banlieue     | 8,66             | 977 (2022)                        | 113                | modifier les données · modifier les données |
| Parigné-sur-Braye      | 53174      | Mayenne     | banlieue     | 9,88             | 841 (2022)                        | 85                 | modifier les données · modifier les données |
| Saint-Baudelle         | 53200      | Mayenne     | banlieue     | 7,17             | 1 181 (2022)                      | 165                | modifier les données · modifier les données |

## Démographie
| 1968   | 1975   | 1982   | 1990   | 1999   | 2008   | 2013   | 2019   |
| ------ | ------ | ------ | ------ | ------ | ------ | ------ | ------ |
| 12 200 | 13 663 | 15 199 | 15 743 | 16 260 | 16 182 | 16 322 | 15 799 |

#### Données générales
- Unité urbaine
- Aire d'attraction d'une ville
- Aire urbaine (France)
- Liste des unités urbaines de France

#### Données démographiques en rapport avec l'unité urbaine de Mayenne
- Aire d'attraction de Mayenne
- Arrondissement de Mayenne

#### Données démographiques en rapport avec la Mayenne
- Démographie de la Mayenne